# Centro Atómico Bariloche

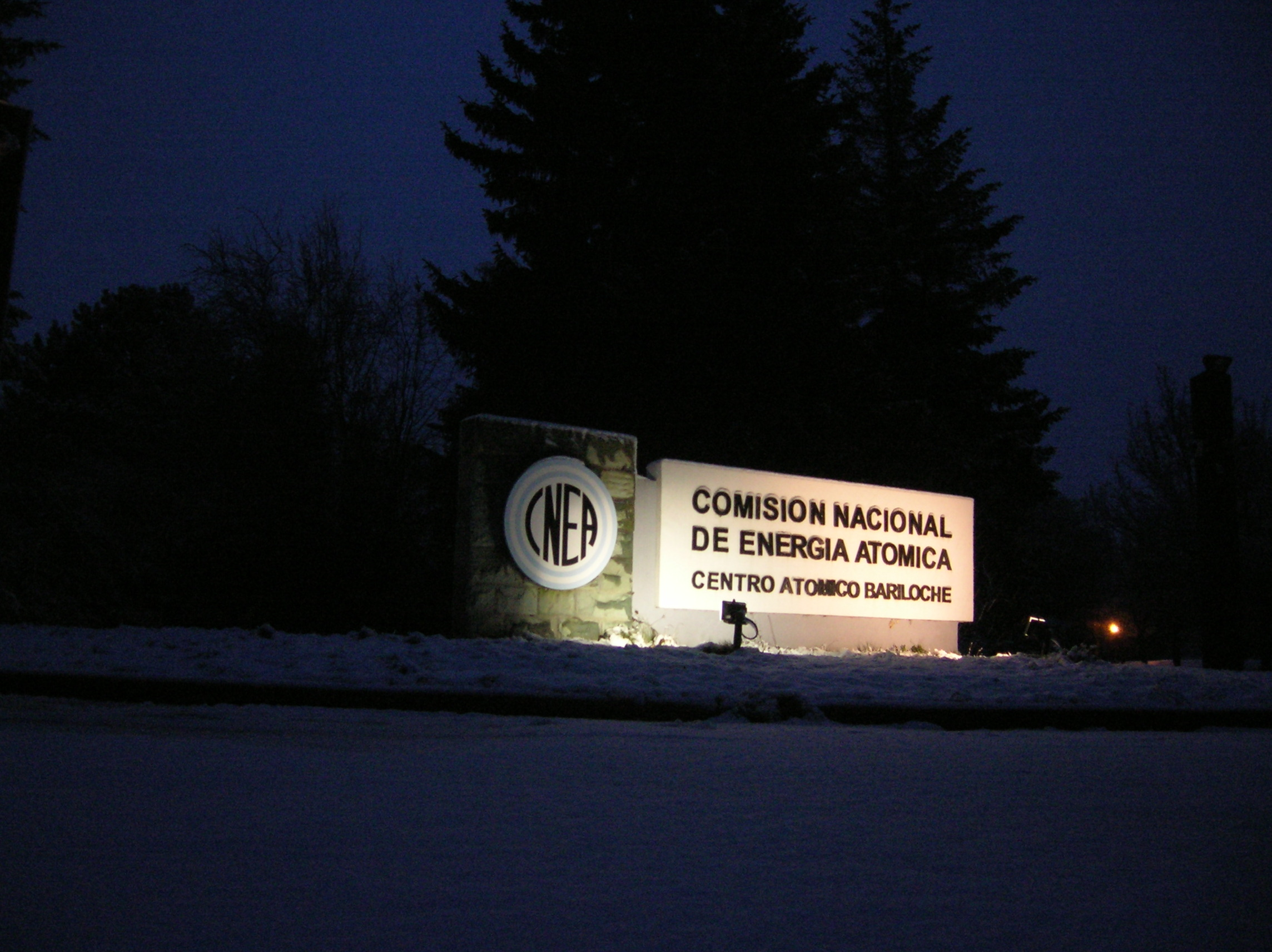
Ingreso al centro atómico.

El Centro Atómico Bariloche es un campus argentino de investigación y desarrollo científico-tecnológico de alta complejidad orientado en materia nuclear, espacial y de telecomunicaciones. Se sitúa en la ciudad de Bariloche junto al Instituto Balseiro e INVAP, en dependencia de la Comisión Nacional de Energía Atómica.

## Historia
En la década de 1940, la Argentina de modelo agroexportador se ubicaba entre las economías más ricas del mundo. No obstante, las consecuencias de la Segunda Guerra Mundial evidenciaron su dependencia maleable en dicho sector, seriamente afectado por las bajas en exportaciones. Aunque el país ya había alcanzado un notable progreso en la industrialización y el desarrollo científico-tecnológico, su aplicación en el campo nuclear era escaso, por lo que se dio disposición a tales estrategias, ya que permitiría posicionar sus influencias como potencia emergente. La primera presidencia de Juan Domingo Perón se caracterizó por políticas migratorias para revertir la fuga de cerebros, atrajo científicos extranjeros calificados y adecuó extensiones académicas, organismos y empresas para dichos propósitos, tales como la Comisión Nacional de Energía Atómica, la Comisión Nacional de Actividades Espaciales, la Fabrica Militar de Aviones, el Instituto Nacional de Tecnología Agropecuaria, etc. 
En 1948, el físico austriaco Ronald Richter convence a Perón de su aptitud para generar fusión nuclear controlada mediante una operación extremadamente difícil y costosa que  garantizaría el desarrollo armamentístico y los secretos de la bomba atómica en un plazo ínfimo. En 1951 se instalan los laboratorios en una isla de Bariloche, dando inicio a las investigaciones del Proyecto Huemul ideado por Richter. El dudoso letargo resultó ser un fraude y pronto el gobierno suspendió su financiación. Sin embargo, la comunidad académica insistía en la plausibilidad de un programa nuclear con fines pacíficos, dado que el estrepitoso fracaso del plan Huemul consolidó notables aportes de recursos y conocimientos al país. Posteriormente el Estado Nacional avala el planteo y constituye en la Patagonia un polo científico afín a los propósitos de la Comisión Nacional de Energía Atómica.
El 22 de abril de 1955 se funda en dicho campus el "Instituto de Física Bariloche". Su primer director fue José Antonio Balseiro, un eminente físico argentino que promulgó la formación calificada que goza la institución, renombrada en su honor tras su fallecimiento.

Desde entonces, el Centro Atómico Bariloche ha sido testigo de proyectos nucleares y espaciales de alta complejidad, diseñados en las aulas del Instituto Balseiro y los laboratorios de la tecnológica INVAP, única en su tipo en toda América Latina por sus alcances de exportación a todo el mundo.

## Actividades

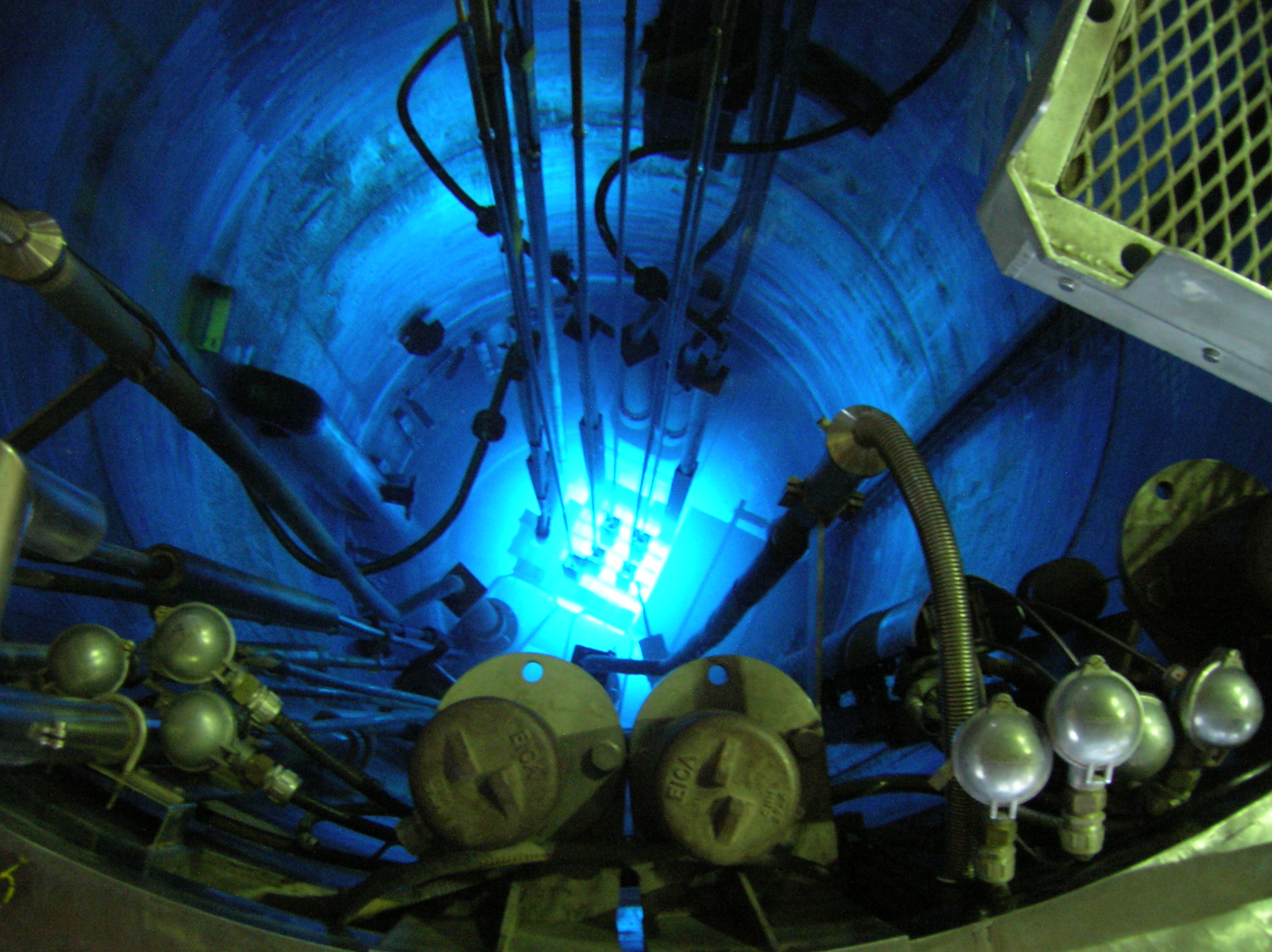
Vista del núcleo del reactor RA-6, se observa la luminosidad azul característica del efecto Cherenkov.

Es un centro de investigación básica y aplicada en Física, y de investigación y desarrollo en Ingeniería Nuclear e Ingeniería Mecánica.
La investigación básica, tradicional en la institución desde sus comienzos, tiene como metas la ampliación del conocimiento y la práctica del método científico. Los programas de investigación aplicada, por su parte, procuran dar apoyo científico y tecnológico tanto a la industria estatal como a la privada. Las disciplinas abarcadas en ambas actividades son las siguientes: física de sólidos, ciencia y tecnología de materiales, física de neutrones, física atómica, termodinámica y física teórica.
Las actividades en ingeniería nuclear están dirigidas a la obtención de tecnología nuclear propia. Las actividades de investigación y desarrollo en esta área se centran alrededor del reactor experimental RA-6, de 1 MW de potencia. En este reactor se realizan experimentos con neutrones que incluyen la irradiación y activación radiactiva de materiales. Existen asimismo grupos de trabajo dedicados al cálculo de reactores y de diseños mecánicos afines.
Entre los frutos importantes del Centro Atómico Bariloche e Instituto Balseiro se cuentan el personal que se capacita, los trabajos científicos que se generan y la transferencia de tecnología que se hace a la industria. La institución ha sido además cuna de dos importantes empresas de tecnología con sede en Bariloche, INVAP y ALTEC. Se cierra así el ciclo que va de la investigación básica a la aplicada, y de ésta a la producción de bienes y servicios técnicos.

## Instituto Balseiro

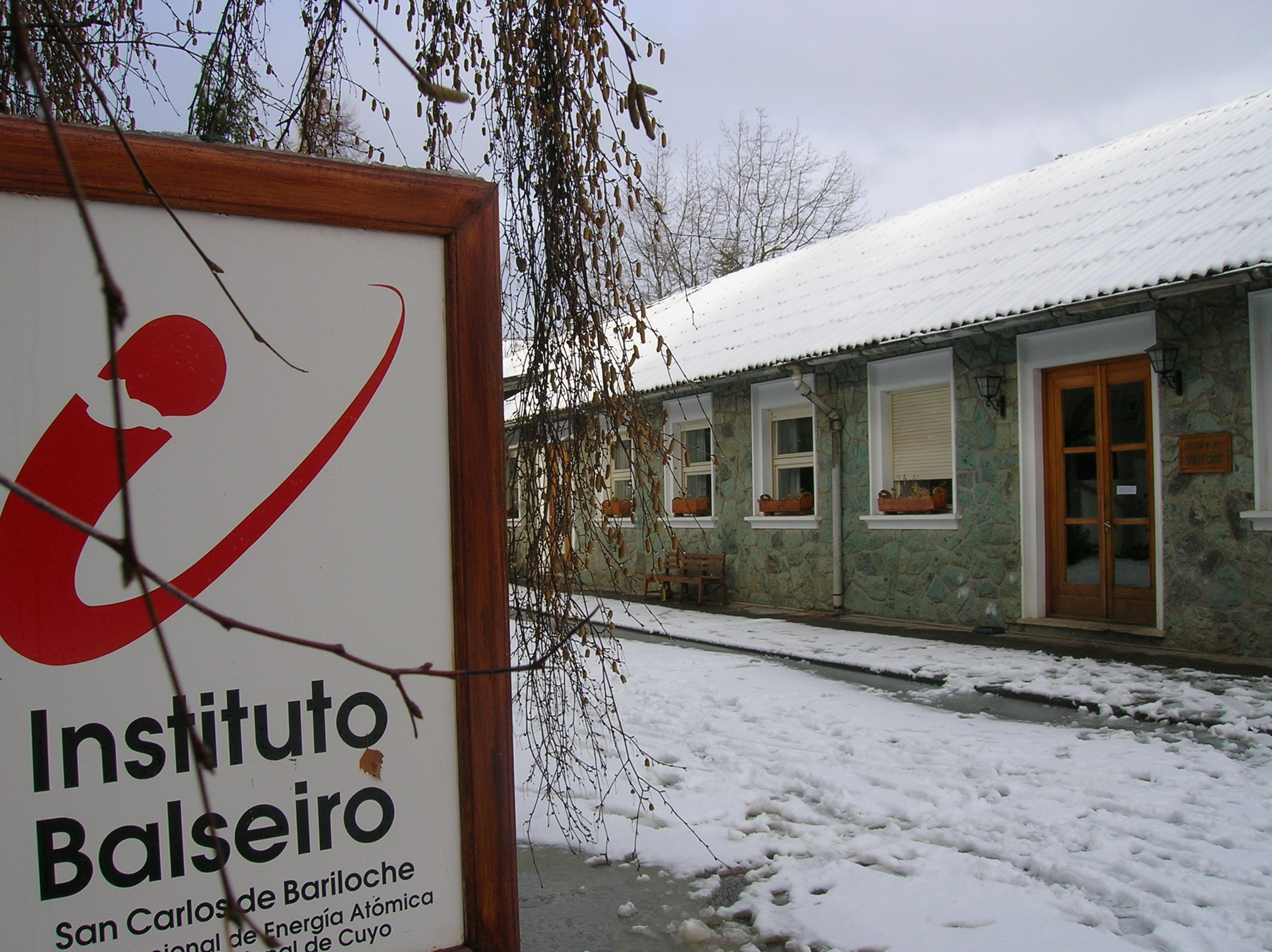
Instituto Balseiro.

El Instituto Balseiro creado en 1955 junto con el Centro Atómico. Depende académicamente de la Universidad Nacional de Cuyo y exige dedicación total a sus estudiantes. Para ello otorga, por convenio con la Comisión Nacional de Energía Atómica, becas a los postulantes seleccionados cada año mediante un riguroso examen de ingreso. Es un centro de enseñanza de la Física, Ingeniería Nuclear e Ingeniería Mecánica. El Instituto Balseiro y el Centro Atómico Bariloche están fusionados en una unidad de alta eficiencia. La razón de esta fusión es considerar que para la formación de científicos creativos no bastan los libros y las aulas; es necesario además el aprendizaje que brinda el trabajo junto a investigadores científicos en actividad.